# Mordellistena semilikiana
Mordellistena semilikiana es una especie de coleóptero de la familia Mordellidae.

## Distribución geográfica
Habita en Uganda.